# Coelogyne punctulata
Coelogyne punctulata là một loài thực vật có hoa trong họ Lan. Loài này được Lindl. mô tả khoa học đầu tiên năm 1824.